# Surnia ulula

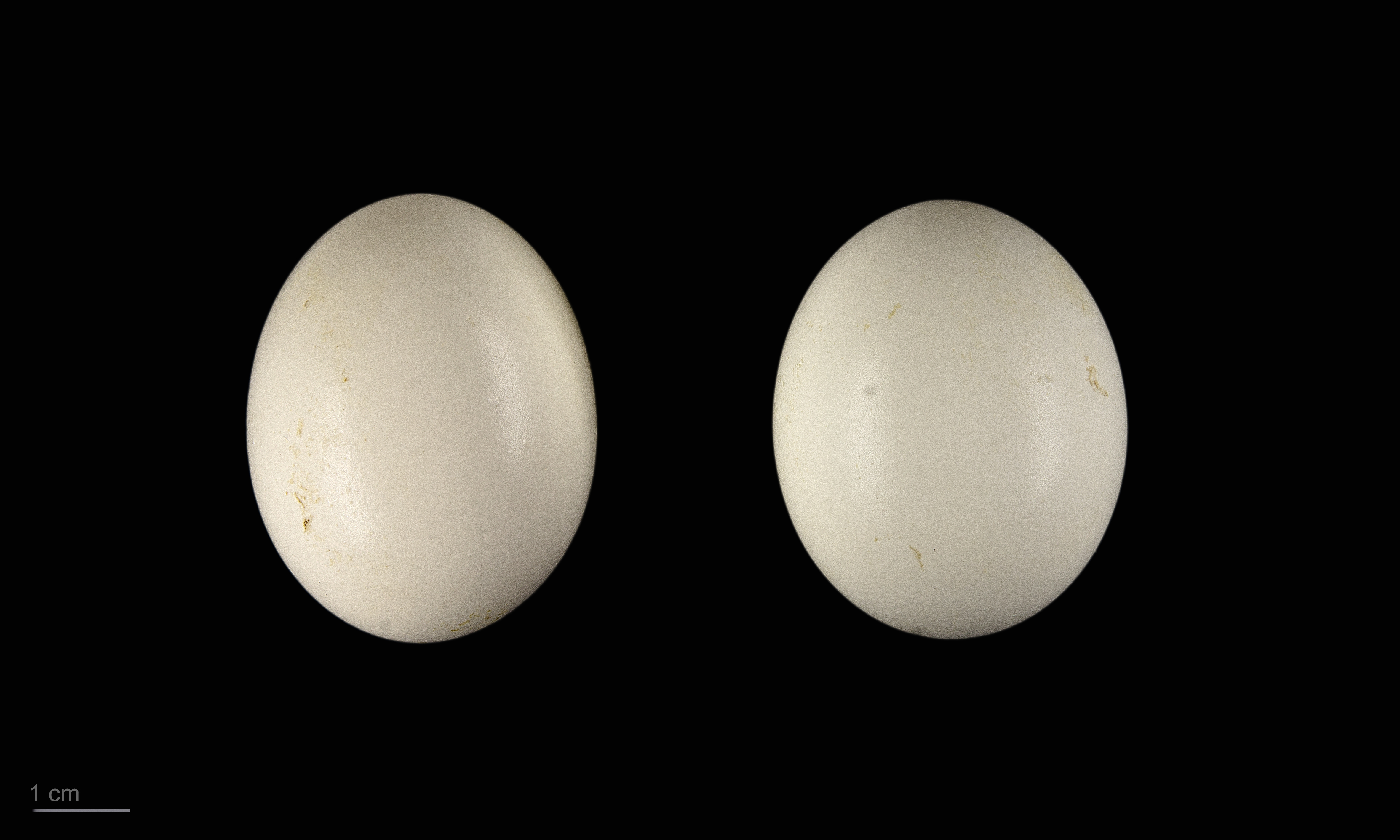
Uovi di Surnia ulula ulula - Museo di Tolosa

L'ulula (Surnia ulula (Linnaeus, 1758)) è un uccello della famiglia degli Strigidi e unico rappresentante del genere Surnia.

## Descrizione
L'ulula è lunga 35–43 cm circa e pesa attorno ai 346 g; ha un'apertura alare in media di 83–84 cm. Il piumaggio è bruno scuro macchiettato di bianco sul dorso, le parti inferiori sono invece bianche con barre orizzontali marroncine; non ha ciuffi auricolari, testa piccola, aspetto arcigno con sopracciglia inarcate. Il volo veloce con coda lunga e ali corte che, insieme alle striature, le donano un aspetto simile ai falchi (da cui il nome inglese hawk owl).

## Distribuzione e habitat

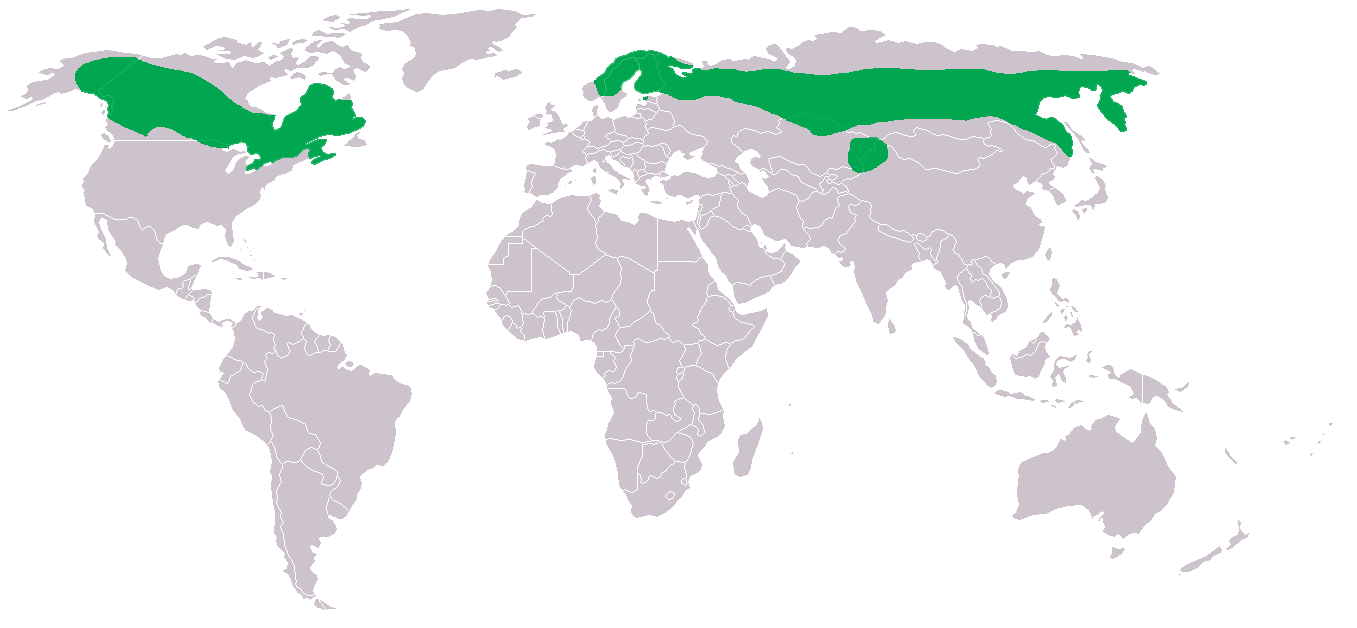
Distribuzione dell'ulula

Vive in tutti paesi boreali dell'America Settentrionale e dell'Europa e in Siberia, ma anche in parte di Mongolia, Cina e Corea. Si tratta di un uccello stazionario che esegue brevi migrazioni verso sud in cerca di cibo. È di passo nel resto d'Europa, ad eccezione dell'estremo sud, e in Giappone. Non ci sono segnalazioni in natura in Italia.

## Biologia
Uccello che vive in piccole colonie che possono toccare anche la decina di esemplari.

### Alimentazione
È un rapace principalmente diurno che caccia piccoli roditori come arvicole, lemming e scoiattoli, e altri uccelli come i turdidi e i tetraonini. Alle volte diventa attivo anche di notte.

### Riproduzione
Nidifica solo nelle stagioni in cui il cibo è sufficiente. Depone nelle cavità di alberi, 3-13 uova (in media 6-7) che la femmina cova per 25-30 giorni. Il pulcino impiega dalle tre alle cinque settimane per mettere completamente le piume.

## Sistematica
Surnia ulula ha tre sottospecie:
- Surnia ulula ulula (Linnaeus, 1758)
- Surnia ulula caparoch (Statius Müller, 1776)
- Surnia ulula tianschanica Smallbones, 1906